# Bernát András
Bernát András (Törökszentmiklós, 1957. december 6. –) Munkácsy Mihály-díjas magyar festőművész.

## Életpályája
1980–1986 között a Képzőművészeti Főiskola hallgatója volt, ahol Kokas Ignác és Dienes Gábor tanították. A főiskola alatt részt vett a magyarországi „újfestészet” kialakulásában, többek közt Ádám Zoltánnal, Bullás Józseffel és Mazzag Istvánnal együtt. Budapesten él.
Az 1980-as években sötét árnyalatú képeket készített, kis dekorációval. Az 1990-es évekre az addigi tájképek teljesen eltűntek, és felváltja helyét a monokróm felületek fényvisszaverése.

## Kiállításai

### Egyéni
- 1988 Miskolc
- 1991 Stockholm, Budapest
- 1992 Párizs
- 1994 Budapest, Hamburg
- 1995, 1997–1998, 2002–2005, 2011 Budapest
- 1998 Szentendre
- 2001 Bécs, Budapest
- 2017 Paks

### Csoportos
- 1983 Miskolc
- 1990–1991, 1994–1995, 1997–1998, 2001–2003, 2006 Budapest
- 1991, 1997 Pozsony
- 1995 Dunaújváros
- 1999 Bécs
- 2001 Párizs

## Művei
- Cső (1989)
- Objektum No. 40. (1996)
- Objektum No. 62.
- Objektum No. 73.
- Objektum No. 619 (2011)

## Díjai, kitüntetései
- Domanovszky Endre-díj (1977)
- Herman Lipót-díj (1986)
- Soros-ösztöndíj (1986)
- Derkovits Gyula képzőművészeti ösztöndíj (1987-1990)
- Munkácsy Mihály-díj (2000)